# Vadym Hladoen
Vadym Ivanovytsj Hladoen (Oekraïens: Вадим Іванович Гладун, Russisch: Вадим Иванович Гладун) (Kiev, 21 april 1937 – 5 maart 2024) was een Oekraïens basketbalspeler die speelde voor het basketbalteam van de Sovjet-Unie. Hij kreeg de onderscheiding Meester in de sport van de Sovjet-Unie (1967) en Geëerde Coach van de Oekraïense SSR (1987).

## Carrière
Hladoen begon zijn carrière bij Spartak Kiev. Na Spartak ging Hladoen spelen voor SKIF Kiev (later Stroitel genoemd). Hij werd met Stroitel drie keer tweede om het landskampioenschap van de Sovjet-Unie in 1963, 1965, 1966 en drie keer derde in 1962, 1964 en 1970. In 1969 verloor Hladoen de finale om de USSR Cup. Met de Oekraïense SSR werd hij winnaar van de Spartakiade van de Volkeren van de USSR in 1967.
Hladoen won met de Sovjet-Unie een bronzen medaille op het Wereldkampioenschap in 1963 en een gouden medaille op de Europese Kampioenschappen in 1963.
Van 1974 tot 1978 was Hladoen coach van Boedivelnyk Kiev. Hij werd één keer tweede om het landskampioenschap van de Sovjet-Unie in 1977.
Hladoen overleed op 5 maart 2024 op 86-jarige leeftijd aan een hartaanval.

## Erelijst
- Landskampioen Sovjet-Unie:
  - Tweede: 1963, 1965, 1966
  - Derde: 1962, 1964, 1970
- Bekerwinnaar Sovjet-Unie:
  - Runner-up: 1969
- Wereldkampioenschap:
  - Brons: 1963
- Europees kampioenschap: 1
  - Goud: 1963
- Spartakiade van de Volkeren van de USSR: 1
  - Winnaar: 1967